# Maria Sadowska
Maria Sadowska (Warschau, 27 juni 1976) is een Poolse zangeres. Ze is de dochter van componist Krzysztof Sadowski en jazzzangeres Liliana Urbańska. Ze studeerde af aan de Frédéric Chopin Muziekacademie en de Nationale Filmschool Łódź.

## Discografie

### Albums
- 1995 - Jutro
- 1997 - Lucky Star
- 1997 - Crazy
- 2004 - Marysia Sadowska
- 2006 - Tribute to Komeda
- 2007 - Gwiazda dla każdego
- 2009 - Spis treści

- International Standard Name Identifier: 0000 0001 2982 2612
- Library of Congress Control Number: no2017125423
- MusicBrainz: 74013a3c-56e0-486f-8860-afa49d2c5b63
- Virtual International Authority File: 303745651
- WorldCat: E39PBJm9cJdtjWwvq8qtVxwV4q